# Miếu Thành hoàng Thượng Hải
Miếu Thành hoàng Thượng Hải là một ngôi miếu Thành hoàng tại Phố cổ Thượng Hải, Trung Quốc. Ngôi miếu là nơi thờ cúng ba nhân vật trong lịch sử Trung Hoa được tôn là Thành hoàng của Thượng Hải. Tên gọi "Thành hoàng Miếu" cũng được dùng để chỉ khu vực thương mại xung quanh ngôi miếu.

## Lịch sử

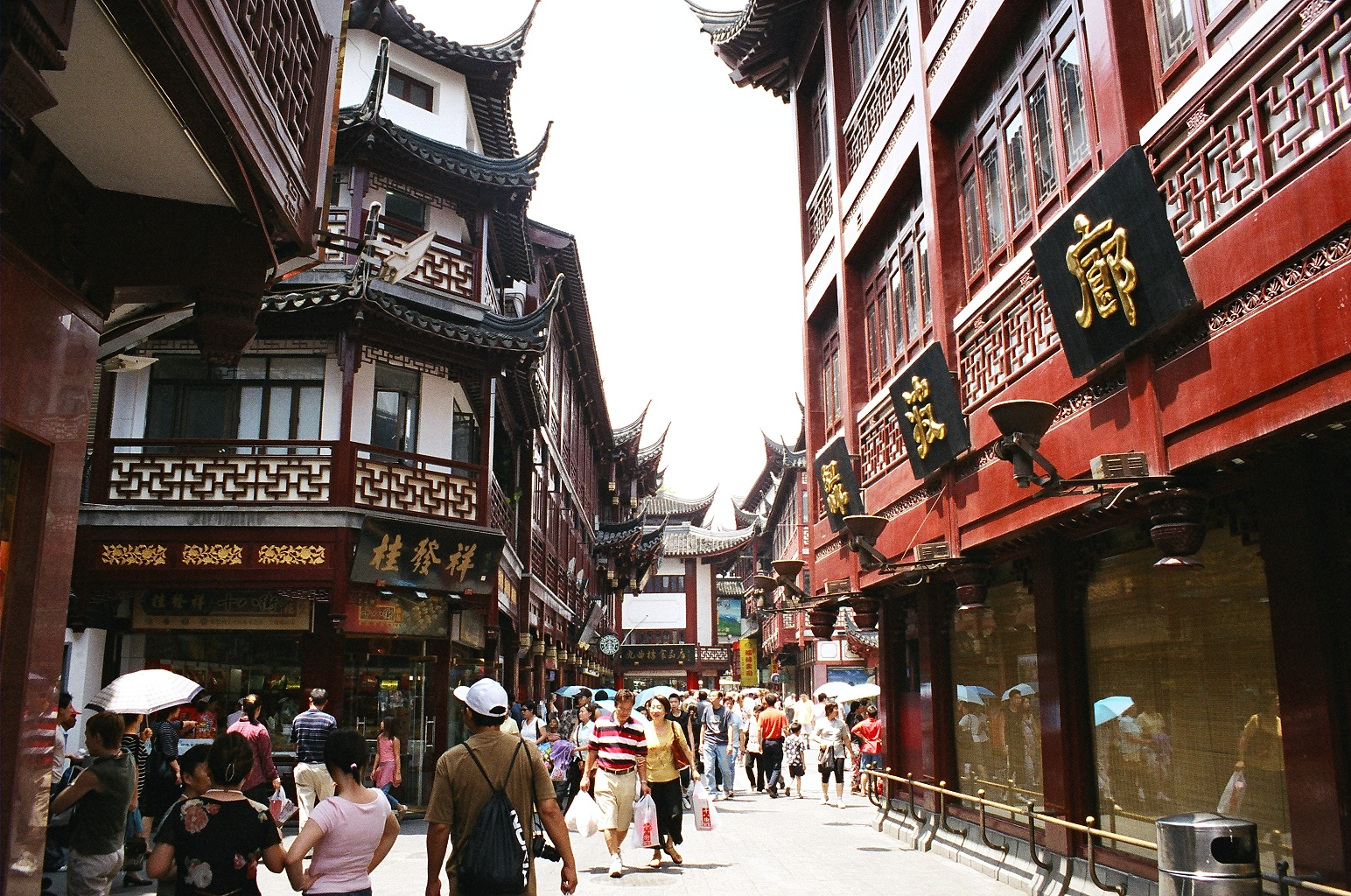
Xung quanh miếu là một khu vực thương mại với nhiều cửa hiệu, nhà hàng, và hội chợ.

Ở Trung Quốc trong thời kỳ cổ đại, nhiều thành phố có một ngôi miếu nhằm thờ cúng vị thần bảo trợ cho thành phố đó. Miếu Thành hoàng Thượng Hải ban đầu là miếu thờ thần núi Kim Sơn và trở thành miếu thờ Hoàng Thành vào năm 1403 dưới thời Minh Thành Tổ. Ngôi miếu trở nên nổi tiếng trong thời nhà Thanh với vai trò là nơi dân cư cả trong khu vực phố cổ lẫn từ những nơi khác cầu tài lộc và bình an. Ngôi miếu đạt quy mô lớn nhất dưới thời của hoàng đế Đạo Quang. Điều này cũng dẫn đến sự hình thành của một khu vực giao thương buôn bán trong khu vực xung quanh miếu
Trong cuộc Cách mạng Văn hóa, Miếu Thành hoàng Thượng Hải bị đóng cửa và được sử dụng cho những mục đích khác. Điện chính của miếu trở thành một cửa hiệu bán đồ trang sức trong nhiều năm. Năm 1951, ngôi miếu được bàn giao cho Hiệp hội Đạo giáo Thượng Hải và trở thành một trung tâm Đạo giáo. Tổ chức này đã thay thế tín ngưỡng dân gian tại ngôi miếu bằng ảnh hưởng của Đạo giáo. Năm 1994, cùng với Dự viên và các đường phố xung quanh, ngôi miếu trở thành khu vực chỉ dành cho người đi bộ. Sau khi được trùng tu hoàn thiện từ năm 2005 đến năm 2006, ngôi miếu được mở cửa đón khách tham quan trở lại.

## Thành hoàng

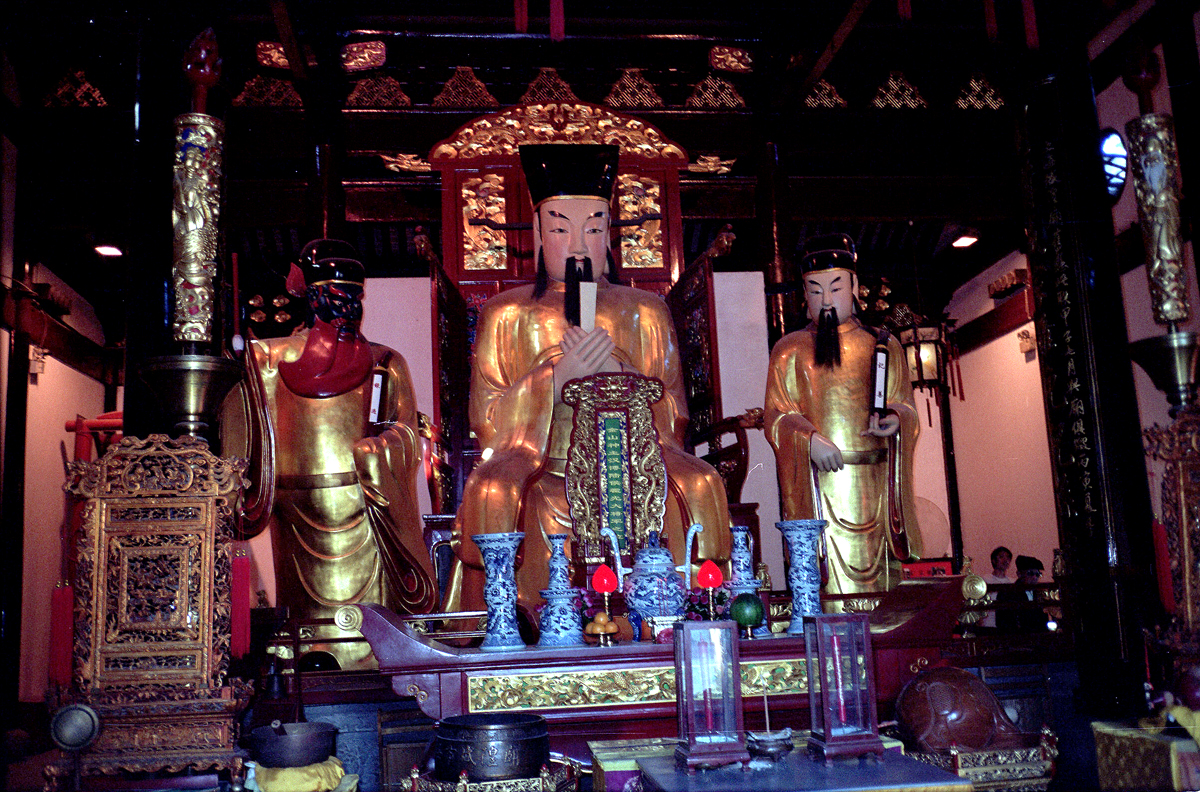
Bên trong điện thờ một vị Thành hoàng

Miếu Thành hoàng Thượng Hải thờ cúng ba vị Thành hoàng:
- Hoắc Quang (霍光, m. 68 TCN) là một đại thần phụ chính thời nhà Hán. Ông là vị Thành hoàng đầu tiên của Thượng Hải từ thời nhà Nguyên.
- Tần Dụ Bá (秦裕伯, 1295–1373) là một vị quan triều đình dưới thời Chu Nguyên Chương. Sau khi qua đời, ông được Chu Nguyên Chương phong làm Thành hoàng của Thượng Hải.
- Trần Hóa Thành (陈化成, 1776–1842) là một vị tướng thời nhà Thanh, có công bảo vệ Thượng Hải trong cuộc Chiến tranh nha phiến lần thứ nhất. Ông tử trận khi chiến đấu với Đế quốc Anh.

## Hình ảnh

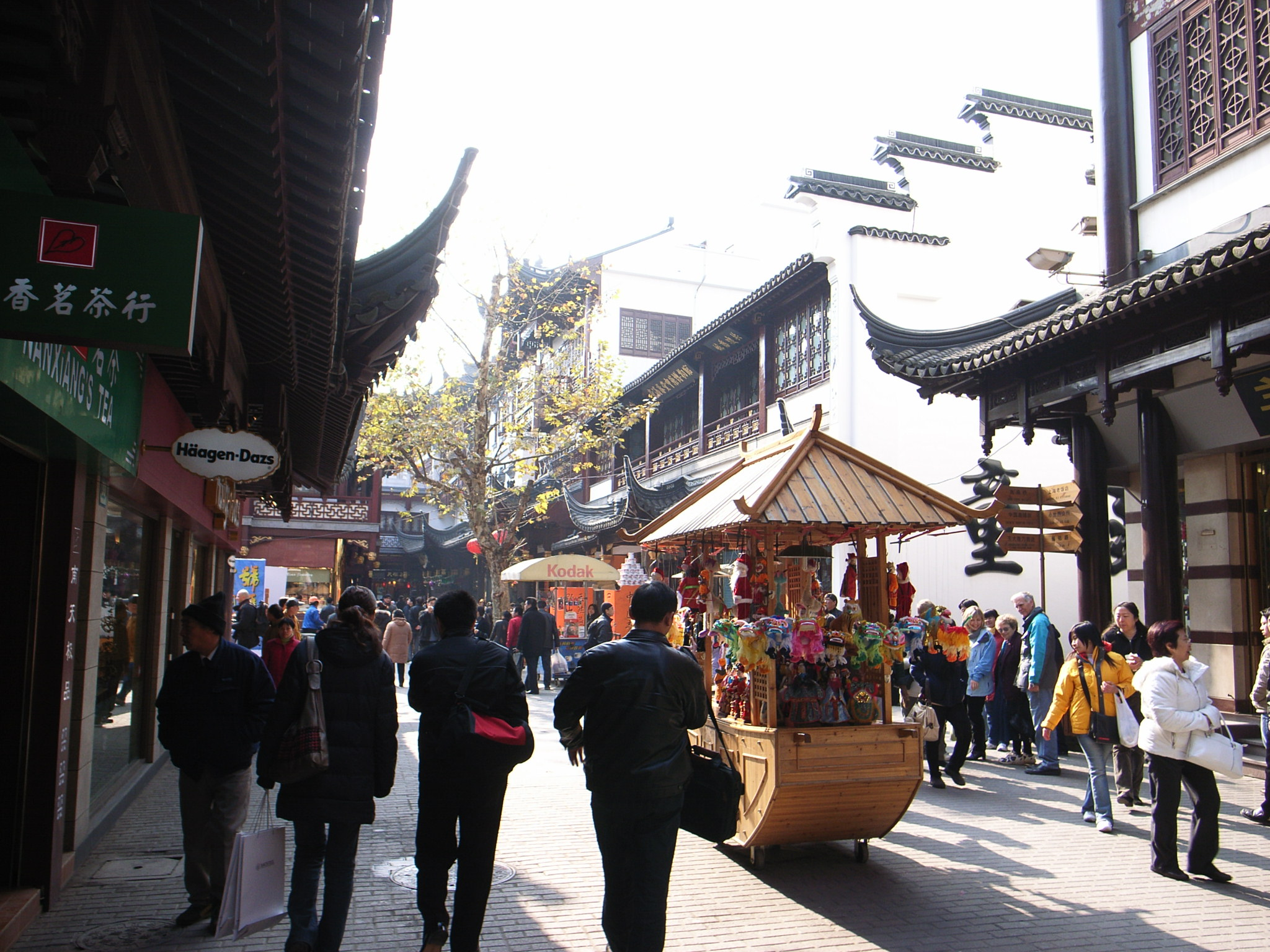
Một con đường trong khu vực Thành Hoàng Miếu
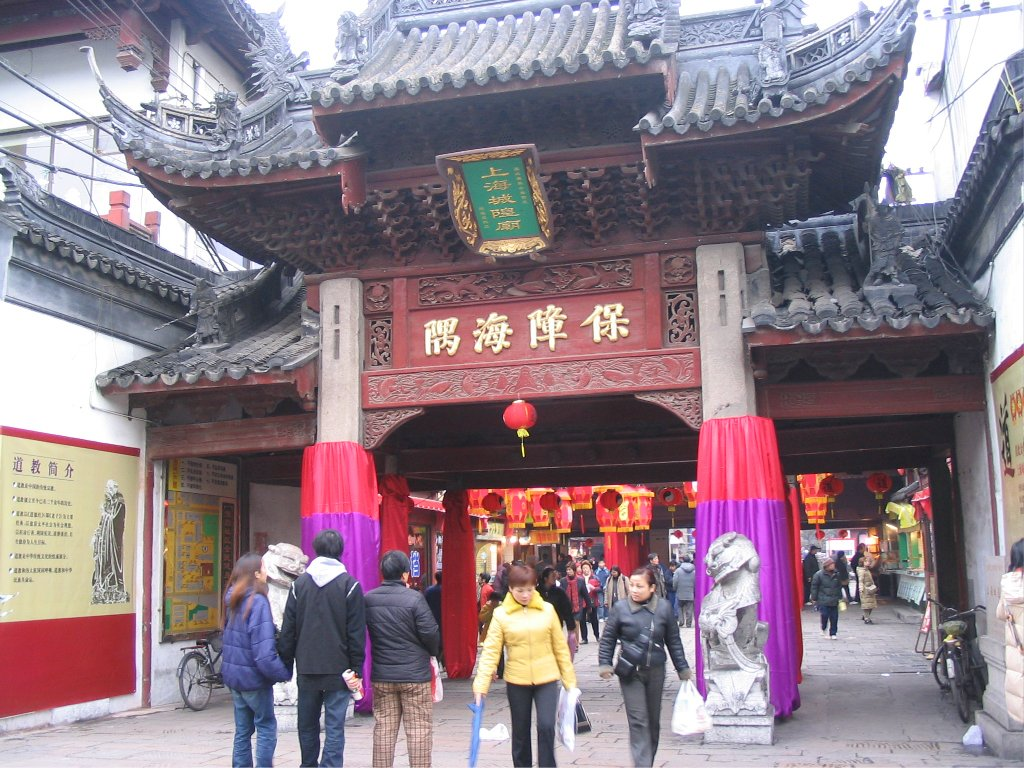
Một cánh cổng trên lối vào miếu
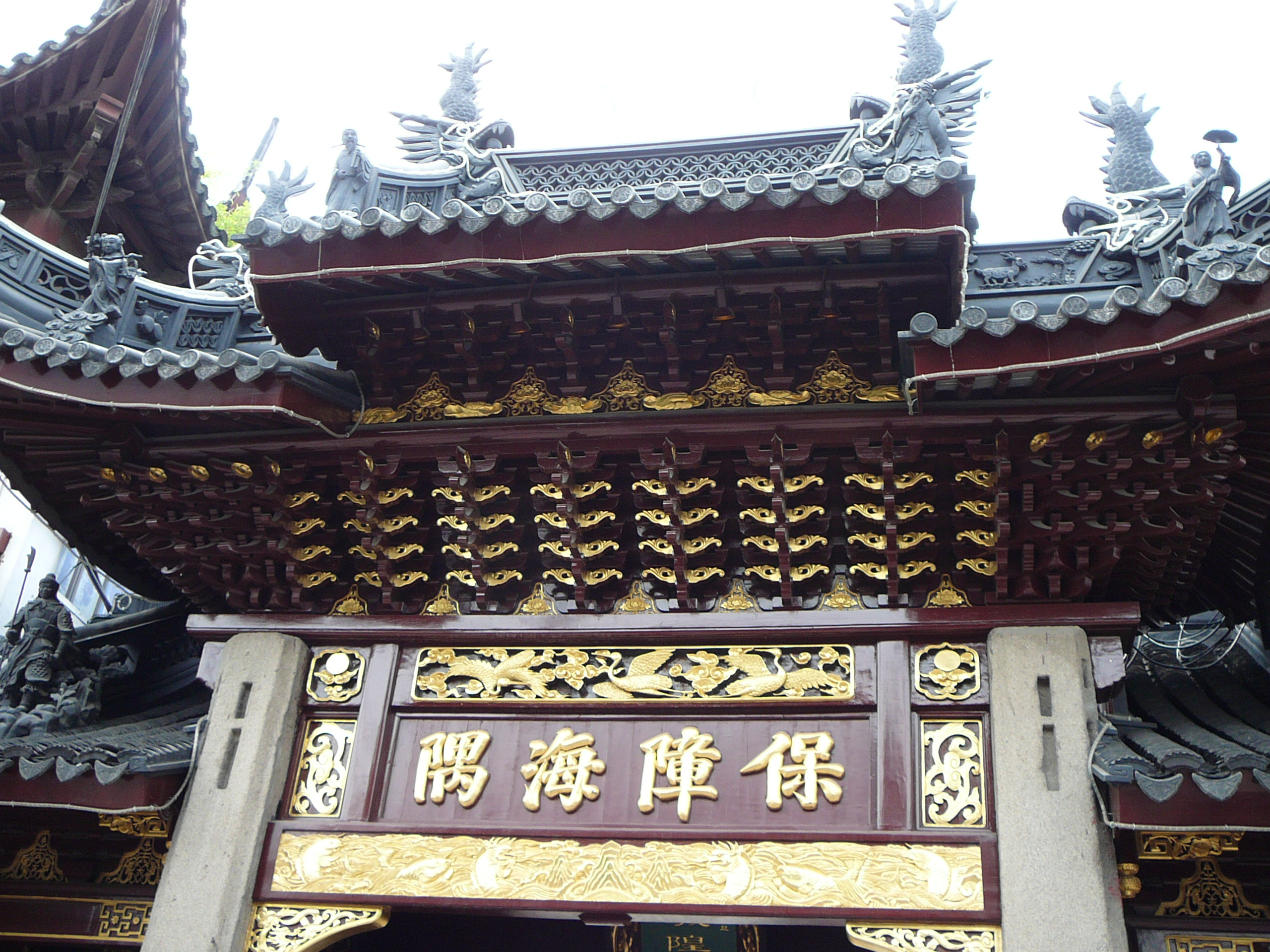
Phía bên kia cánh cổng
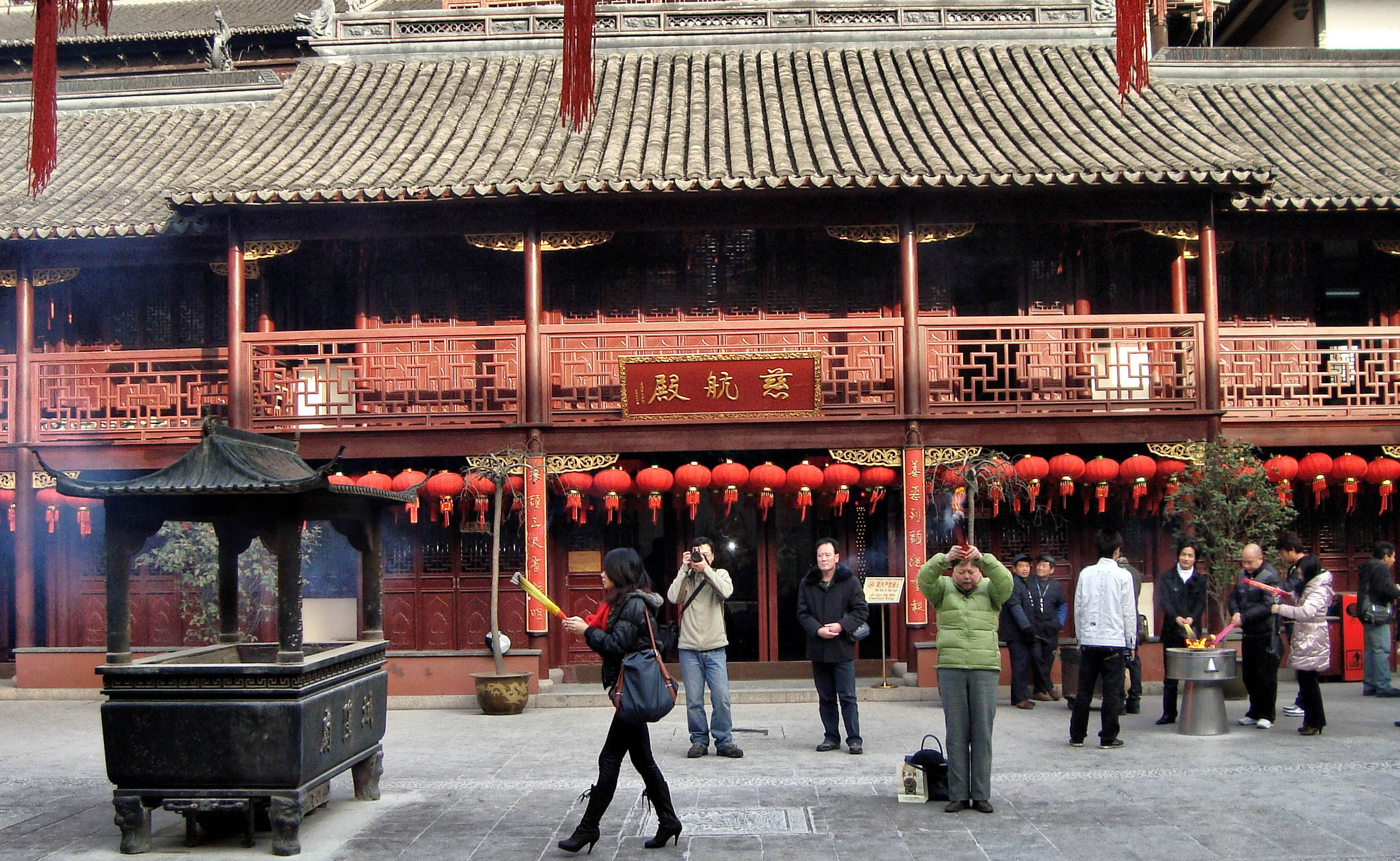
Khu vực bên trong miếu